# 대구경운초등학교
대구경운초등학교는 대한민국 대구광역시 서구 내당동에 있는 공립 초등학교이다.

## 역사
- 1977-06-20 설립 인가
- 1979-03-02 개교 및 15학급 편성
- 1981-03-01 달서국민학교 개교와 함께 분리 이관
- 1983-03-02 대구경운초등학교 감삼분교 개교(10학급)
- 1986-03-11 두류국민학교 개교와 함께 분리 이관
- 1993-07-01 민속 자료실 1실 개관
- 1996-03-01 감삼분교 폐지
- 1996-09-01 교내 방송실 확장 이전 설치(1실)
- 1996-10-08 교실 증축 4실(열림의 방, 과학실, 자료실)
- 1997-07-04 운동장 조례대 및 서편 급수대 준공
- 2000-01-07 제주 봉개초등학교와 자매 결연
- 2000-03-02 교단선진화 사업완료
- 2000-08-22 학내전산망 구축으로 네트워크 및 인터넷 사용환경 완료
- 2000-08-31 노후 급식기구 교체 및 급식시설 보수
- 2001-01-22 학내전산망 구축으로 네트워크 및 인터넷 사용환경 완료
- 2001-09-01 교육정보화 지역센터 지정(2001. 9. 1~2003. 8.31 2년간)
- 2001-10-09 숲속 교실 개장
- 2003-03-01 제9대 정기우 교장 취임
- 2003-10-02 도서실 개관
- 2004-03-01 38학급 편성
- 2005-04-20 경운 새싹관 개관
- 2005-09-01 제10대 권오식 교장 부임
- 2005-09-28 환경 개선 사업 완료
- 2006-03-01 41학급 편성
- 2006-12-29 영어 체험 학습실 구축
- 2007-02-21 경운역사관 구축
- 2007-06-20 학교 담장 컬러 무늬 콘크리트 도색
- 2007-07-11 친환경 급식 시범 학교
- 2007-08-24 본관, 새싹관 연결 복도 설치
- 2007-09-01 경운교수학습도움센터 구축
- 2007-09-10 민간참여컴퓨터실 설치 개관
- 2009-02-13 제27회 졸업생: 228명(총 12,620명)
- 2009-03-01 제11대 이정인 교장 부임
- 2009-03-01 37학급 편성
- 2009-05-01 전교생 급식 실시
- 2010-02-10 제28회 졸업생: 244명(총 12,864명)
- 2010-03-01 37학급(특수반 1학급) 편성
- 2010-09-01 제12대 박영배 교장 부임
- 2011-02-16 제29회 졸업생: 204명(총 13,068명)
- 2011-03-01 36학급(특수반 1학급) 편성
- 2012-02-16 제30회 졸업생: 172명(총: 13,240명)
- 2012-03-01 35학급(특수반 1학급) 편성
- 2013-02-15 제31회 졸업생: 167명(총 13,407명)
- 2013-03-01 37학급(특수반 1학급) 편성
- 2014-02-14 제32회 졸업식(졸업생 169명, 총 13,576명)
- 2014-03-01 37학급(특수반 1학급) 편성
- 2015-02-13 제33회 졸업식(졸업생 144명, 총 13,720명)
- 2015-03-01 36학급(특수반 1학급) 편성
- 2015-09-01 제13대 현상환 교장 부임
- 2019-09-01 제14대 최순희 교장 부임
- 2020-02-12 제 38회 졸업식(졸업생 153명)

## 참고 자료
- 대구경운초등학교 - 한국교육학술정보원 학교알리미